# 春桂院
春桂院（しゅんけいいん、永禄2年6月7日（1559年7月11日） - 元和2年4月18日（1616年6月2日））は、戦国時代から江戸時代初期の女性。前田利家の長女で、生母はまつ（芳春院）。前田長種の妻。名は幸姫（こうひめ）。別名に一色殿（いっしきどの）。
子女は前田直知ほか一男と溝口善勝室。

## 生涯
永禄2年（1559年）尾張荒子で前田利家・まつ夫妻の長子として生まれる。出生当時母まつは満11歳であった。
尾張前田家の前田長種に嫁す。長種と共に異母弟の前田利常を養育する。
元和2年（1616年）に死去。享年58。法名は「春桂院殿月照利犀大姉」。

## 登場作品
テレビドラマ
- 女たちの百万石（1988年 日本テレビ） 丘みつ子
- 利家とまつ〜加賀百万石物語〜(大河ドラマ第41作目)（2002年 NHK） 矢端吏結→青木千奈美→小島莉子→椋木美羽